# Stadtbibliothek Freital
Die Stadtbibliothek Freital ist die kommunale Bibliothek der Großen Kreisstadt Freital im Landkreis Sächsische Schweiz-Osterzgebirge (Sachsen). Sie ist öffentlich zugänglich und hat rund 4900 Leser (Stand: 2013). Das Angebot der Stadtbibliothek umfasst heute rund 55.000 Medien, darunter neben Büchern auch Videos, CD-ROMs, Schallplatten, Kassetten, CDs, DVDs, E-Books und Zeitschriften.

## Standorte
Die Hauptbibliothek befindet sich in Freital-Döhlen an der Bahnhofstraße 34 im ersten Obergeschoss des City-Centers. Des Weiteren existiert eine Zweigstelle im Stadtteil Zauckerode (Wilsdruffer Straße 67d) in einem ehemaligen Gebäude des Oppelschachtes.

## Geschichte
In der zweiten Hälfte des 19. Jahrhunderts bildeten sich in den Dörfern des Döhlener Beckens Volksbibliotheken. So kam es zur Gründung von Büchereien in Döhlen (1876), Deuben (1880), Niederhäslich (1883), Potschappel (1885) und Burgk (1902). Diese Bibliotheken waren oft gemeinsam mit Schulbibliotheken in Gemeindeämtern oder den Dorfschulen untergebracht und hatten teilweise nur geringe Bestände.
Nach der Vereinigung der Industriegemeinden Deuben, Döhlen und Potschappel im Jahr 1921 folgte auch bald eine Fusion der dörflichen Büchereien. Am 30. Juni 1922 wurden aus deren Beständen und denen der Zentralarbeiterbibliothek sowie der „Lesehalle für den Plauenschen Grund“ die Städtische Bücherei gegründet, die am 20. Februar 1923 im Deubener Rathaus mit einem Bestand von 5.000 Bänden eröffnete. In den folgenden Jahren vergrößerte sich der Bestand, auch durch weitere Eingemeindungen in die Stadt Freital. Nach dem Zweiten Weltkrieg zog die Stadtbibliothek 1950 an den Neumarkt in das Stadthaus Dresdner Straße 209 um.
Nach der Wende war ein weiterer Umzug erforderlich, die Hauptstelle kam 1992 in einer Villa gegenüber dem alten Standort unter. Die Jahrhundertflut 2002 richtete große Schäden an diesem Gebäude und an der Kinderbibliothek Wehrstraße, die daraufhin in die Dresdner Straße 283 umzog, an. Die Hauptbücherei blieb noch bis 2011 in der baufälligen Villa, zog dann aber in die Panschau-Galerie, um Platz für den Abriss des Gebäudes und den Neubau des Technologie- und Gründerzentrums Freital zu schaffen.
Im Dezember 2015 beschloss der Freitaler Stadtrat eine erneute Verlegung der Bibliothek in das „City-Center“ (Bahnhofstraße 34) am Neumarkt. In diesen Standort sollen auch die beiden Außenstellen vereinigt werden, zunächst zog aber nur die bisherige Kinderbibliothek mit der Zielgruppe der 6- bis 14-Jährigen aus dem denkmalgeschützten Gebäude Dresdner Straße 283 mit in die Hauptbibliothek, die Zauckeroder Außenstelle bleibt vorerst weiter geöffnet. Die neu bezogenen Räumlichkeiten wurden am 17. November 2016 eröffnet.
Seit 2019 beherbergt die Zweigstelle Zauckerode der Stadtbibliothek eines der über 100 „media.labs“.